# 세르게이 로디오노프
세르게이 유리예비치 로디오노프(러시아어: Серге́й Юрьевич Родионов, 1962년 9월 3일, 모스크바 ~)는 러시아의 축구 감독이자 전 선수로, 현역 시절 대부분을 스파르타크 모스크바에서 공격수로 활약했다.

## 경력
그는 현역 시절에 스파르타크 모스크바(1979–1990, 1993–1995)와 레드 스타(1990–1993)에서 활약했고, 162골을 기록했다.
그는 1982년과 1986년 월드컵에 소련 국가대표팀 일원으로 참가했다.
2015년부터 2019년까지, 로디오노프는 스파르타크 모스크바의 단장을 역임했다.

## 수상
- 소비에트 톱리그: 1979, 1987, 1989
- 러시아 프리미어리그: 1993, 1994
- 소비에트 톱리그 득점왕: 1989 (16골)